# Římskokatolická farnost Kovářov
Římskokatolická farnost Kovářov (latinsky Kowarzovium) je územní společenství římských katolíků v Kovářově a okolí. Organizačně spadá do vikariátu Písek, který je jedním z deseti vikariátů českobudějovické diecéze.

## Historie farnosti
Zdejší plebánie existovala již v roce 1383, po husitských válkách byla farnost obnovena roku 1675. Matriky jsou vedeny od roku 1650. Ve farnosti působil jako farář František Xaver Paleček, rodák z Miličína, díky svému způsobu života a pastorační práci přirovnávaný ke sv. Janu Maria Vianneyovi, faráři z Arsu (říkalo se mu Český Vianney).

## Kostely a kaple na území farnosti
| Kostel (kaple)                    | Místo                | Bohoslužby                | Bohoslužby | Poznámka        |
| --------------------------------- | -------------------- | ------------------------- | ---------- | --------------- |
| kostel Všech svatých              | Kovářov              | neděle                    | 9.30       | farní kostel    |
| kostel Všech svatých              | Kovářov              | pondělí (v zimním období) | 17.00      | farní kostel    |
| kostel Všech svatých              | Kovářov              | pondělí (v letním období) | 18.00      | farní kostel    |
| kostel Všech svatých              | Kovářov              | středa (v zimním období)  | 17.00      | farní kostel    |
| kostel Všech svatých              | Kovářov              | středa (v letním období)  | 18.00      | farní kostel    |
| kostel Všech svatých              | Kovářov              | pátek (v zimním období)   | 17.00      | farní kostel    |
| kostel Všech svatých              | Kovářov              | pátek (v letním období)   | 18.00      | farní kostel    |
| kostel sv. Filipa a Jakuba        | Předbořice           | neděle                    | 8.00       | filiální kostel |
| kostel sv. Filipa a Jakuba        | Předbořice           | středa (v zimním období)  | 17.00      | filiální kostel |
| kostel sv. Filipa a Jakuba        | Předbořice           | pondělí (v letním období) | 18.00      | filiální kostel |
| kostel sv. Filipa a Jakuba        | Předbořice           | středa (v zimním období)  | 17.00      | filiální kostel |
| kostel sv. Filipa a Jakuba        | Předbořice           | pondělí (v letním období) | 18.00      | filiální kostel |
| kaple                             | Dobrošov             |                           |            |                 |
| kaple                             | Hostín               |                           |            |                 |
| kaple                             | Klisinec             |                           |            |                 |
| kaple                             | Kotýřina             |                           |            |                 |
| kaple                             | Pechova Lhota        |                           |            |                 |
| kaple Ježíše Krista a Panny Marie | Předbořice           |                           |            |                 |
| kaple                             | Předbořice – Jalovčí |                           |            |                 |
| kaple                             | Radešín              |                           |            |                 |
| kaple Panny Marie Růžencové       | Radvánov             |                           |            |                 |
| kaple Panny Marie Lurdské         | Vepice               |                           |            |                 |
| kaple                             | Vesec                |                           |            |                 |
| kaple                             | Zahrádka             |                           |            |                 |

## Ustanovení ve farnosti
Administrátorem excurrendo je Ing. Mgr. Jiří Řehoř Žáček OPraem, farní vikář milevské farnosti.